# Кецеровський Липовець
Кецеровський Липовець, Кецеровски Ліповец (словац. Kecerovský Lipovec) — село в окрузі Кошиці-околиця Кошицького краю Словаччини. Площа села 15,57 км². Станом на 31 грудня 2016 року в селі проживало 115 жителів.

## Історія
Перші згадки про село датуються 1229 роком.

## Географія
Село лежить на висоті 350 метрів і займає площу 15,67 км². Населення становить близько 110 осіб.

## Населення
| Рік:            | 1994. | 2004.    | 2014.   | 2024.    |
| --------------- | ----- | -------- | ------- | -------- |
| Кількість осіб: | 155   | 112      | 122     | 100      |
| Різниця:        |       | -27,74 % | +8,92 % | -18,03 % |

| Рік:            | 2023. | 2024.   |
| --------------- | ----- | ------- |
| Кількість осіб: | 101   | 100     |
| Різниця:        |       | -0,99 % |